# Municipalidad de Rawson
La Municipalidad de Rawson (código UCI: MRW) es un equipo ciclista argentino de categoría Continental desde la temporada 2017.

## Material ciclista
El equipo utiliza bicicletas Scott y componentes Rotor.

## Clasificaciones UCI
Las clasificaciones del equipo y de su ciclista más destacado son las siguientes:

### UCI America Tour
| Temporada | Clasificación por equipos | Mejor corredor    | Posición |
| 2019      | 30.º                      | Mauricio Graziani | 494.º    |

## Palmarés
Para años anteriores véase: Palmarés de la Municipalidad de Rawson.

### Palmarés 2023

#### Circuitos Continentales UCI
| Fechas | Circuito | Carreras | Ganador |
|        |          |          |         |

## Plantillas
Para años anteriores, véase Plantillas de la Municipalidad de Rawson

### Plantilla 2020
| Integrantes del equipo 2020 | Integrantes del equipo 2020 | Integrantes del equipo 2020                         | Integrantes del equipo 2020 |
| Corredor                    | Fecha de nacimiento         | Equipo previo                                       |                             |
| --------------------------- | --------------------------- | --------------------------------------------------- | --------------------------- |
| Sergio Javier Aguirre       | 25 de noviembre de 1976     |                                                     |                             |
| Kevin Castro                | 17 de abril de 1999         |                                                     |                             |
| Facundo Cattapan            | 5 de mayo de 1998           | Asociación Civil Agrupación Virgen de Fátima (2017) |                             |
| Diego Galván                | 16 de noviembre de 2000     |                                                     |                             |
| Pedro Gordillo              | 7 de julio de 1984          |                                                     |                             |
| Mauricio Graziani           | 6 de agosto de 1996         |                                                     |                             |
| Daniel Lucero               | 10 de agosto de 1990        |                                                     |                             |
| Alejandro Quilci            | 12 de julio de 1987         |                                                     |                             |
| Leonardo Rodríguez          | 20 de marzo de 1998         | Asociación Civil Mardan (2019)                      |                             |
| Diego Tivani                | 15 de marzo de 1992         | Municipalidad de Pocito (2017)                      |                             |
|                             |                             |                                                     |                             |
| Fuente: ProCyclingStats     |                             |                                                     |                             |